# 구 (정위)
구(敺, ? ~ ?)는 전한 초기의 관료이다. ‘구’는 이름자로, 성씨는 알 수 없다. 안사고(顔師古)는 장구와 동일인물이라고 주장하였는데, 근거는 알 수 없다.

## 행적
경제 3년(기원전 154년), 오왕이 다른 여섯 제후왕과 함께 조조 타도를 명분으로 반란을 일으켰다(오초칠국의 난). 이때 정위 구는 승상 도청적·중위 가와 함께 조조를 탄핵하였고, 결국 조조는 기시되었다.

## 출전
- 반고, 《한서》 권19하 백관공경표 下·권49 원앙조조전

| 전임 신 | 전한의 정위 (기원전 154년 당시) | 후임 승 |